# Залемон, Константин Натанаэль фон
Константин Натанаэль фон Залемон (нем. Konstantin Nathanael von Salenmon) (11 июня 1710, Данциг — 15 декабря 1797, Галле) — польский, французский и немецкий военный деятель, генерал-лейтенант королевства Пруссия.

## Биография
Происходил из семьи крещёных евреев. В 17 лет вступил в ряды армии Речи Посполитой. Затем поступил на службу в армию Французского королевства и воевал в Нидерландах, участвуя в Войне за австрийское наследство с 1745 по 1748. Когда началась Семилетняя война, его друг детства Генрих Детлеф фон Калбен убедил возглавить роту в своём батальоне с октября 1756. С 26 марта по 25 августа 1757 года защищал крепость Гельдерн со слабым гарнизоном против французских войск, и добился свободного вывода прусских войск. В битве при Бреслау был ранен в голову. Король Фридрих II дал ему батальон, с которым сражался в Саксонии. Был осаждён в Виттенберге и должен был сдать город 14 октября 1757. После Губертусбургского мира в 1763 стал комендантом крепости Гельдерн. Его сын стал прусским офицером.